# Pleurage dagobertii
Pleurage dagobertii är en svampart som beskrevs av C. Moreau 1954. Pleurage dagobertii ingår i släktet Pleurage och familjen Lasiosphaeriaceae.   Inga underarter finns listade i Catalogue of Life.